# Isla Barreta
Isla Barreta (en portugués: Ilha da Barreta) es una pequeña isla en Algarve, al sur de Portugal, de unos 7 kilómetros de longitud y entre 0,05 y 0,6 kilómetros de anchura.
Barreta es también conocida como Deserta o isla desierta y es una de las islas más aisladas del Algarve. No hay líneas de transporte ni ferris públicos para acceder a la isla y sólo se puede llegar por vía marítima.
En esta isla se encuentra el punto más meridional del Portugal continental, el cabo de Santa María.